# Блэкман, Гарри
Гарольд Эндрю Блэкман (12 ноября 1908 — 4 марта 1999) — член Верховного суда США. Занимал пост с 1970 до 1994 год. Получил известность как автор мнения большинства по делу Роу против Уэйда, которое касается законности абортов.

## Биография
Родился в Нашвилле, штат Иллинойс, рос в пригороде Сент-Пола, штат Миннесота. Выиграл стипендию для поступления в Гарвардский колледж. Окончил его, получив степень бакалавра математики, в 1929 году с отличием, вступив в Общество Phi Beta Kappa. В Гарварде вступил в братство «Lambda Chi Alpha», пел в хоре Harvard Glee Club. Поступил на юридический факультет Гарвардского университета. Окончив университет в 1932 году, сменил множество занятий.
Одно время работал (специалистом, юрисконсультом) адвокатом в юридической фирме (сейчас известной как Dorsey & Whitney), где преимущественно занимался вопросами налогообложения, доверительного управления, собственности и гражданских споров.

## Верховный суд
Президент Ричард Никсон назначил Блэкмуна помощником судьи Верховного суда США 15 апреля 1970 года, а Сенат США утвердил его 12 мая 94 голосами против 0.

### Аборты
В 1973 году Блэкмун стал автором мнения большинства в деле «Роу против Уэйда», аннулировавшем закон Техаса, запрещавший аборты, за исключением случаев, когда жизнь беременной женщины была в опасности. Это установило конституционное право на аборт в Соединенных Штатах. Мнение Блэкмуна сделало его мишенью для критики со стороны противников абортов, и из-за этого он получил множество негативных писем и угроз смертью.